# 8-cm-Flak L/45
Die 8-cm-Flak L/45, auch 8-cm-Kraftzugflak L/45 (kurz 8-cm-K.-Zugflak L/45), war eine Flugabwehrkanone des Deutschen Kaiserreiches und wurde im Ersten Weltkrieg eingesetzt.

## Entwicklung
Die Friedrich Krupp AG erkannte im Laufe des Krieges, dass eine erfolgreiche Bekämpfung von Flugzeugen hauptsächlich durch die Steigerung der Mündungsgeschwindigkeit von Kanonen erreicht wurde. Daraufhin entwickelte sie eine Kanone mit dem Kaliber von 8 cm und stellte sie auf einen Geschützwagen. Mit einer Mündungsgeschwindigkeit von 715 m/s und dem großen Kaliber war dieses Geschütz hervorragend für die Bekämpfung von Flugzeugen geeignet.

## Technische Beschreibung
Das Geschützrohr der 8-cm-Kraftzugflak L/45 (Kp) war ein Vollrohr mit einem aufgeschraubten Bodenstück und einem Gegenring. Zur Führung des Geschützrohres auf der Rohrwiege, wurden zwei Klauenpaare angeschmiedet. Der Verschluss war ein halbselbsttätiger Schubkurbelverschluss, der von rechts und links bedient werden konnte. Die Rohrwiege nahm eine Rohrbremse auf. Oberhalb der Gleitbahn des Geschützrohres war eine Haube angebracht, die einen Luftvorholer aufnahm. Damit glitt das Geschützrohr nach der Schussabgabe in seine Ausgangsposition zurück. Der Rücklauf bei dieser Flak war ständig lang. Während der Fahrt wurden das Geschützrohr und die Rohrwiege fest verzurrt.
Die Lafette war ein viereckiger Kasten aus Stahlblechwänden auf einer Säule des Geschützwagens. Mit zwei Kugellagern war das Geschütz darauf um 360 Winkelgrad drehbar. Für die Bedienmannschaft befanden sich an der Lafette drei in Fahr- und Schussstellung feststellbare Richtsitze, deren Höhe geringfügig verändert werden konnte.
Das Geschütz hatte einen Haupt-, Zusatz- und Gegenausgleicher. Der Hauptausgleicher diente zur Aufhebung des Vordergewichts von Rohrwiege und Geschützrohr. Wenn das Geschütz in der Höhe zwischen 0 und 20 Winkelgrad ausgerichtet wurde, unterstützte ein Zusatzausgleicher den Hauptausgleicher. Bei einer Rohrerhöhung zwischen 50 und 70 Winkelgrad wirkte ein hinterer Gegenausgleicher dem Hauptausgleicher entgegen.
Die Seitenrichtung erfolgte mithilfe eines Schneckenantriebes, der auf beiden Seiten der Lafette mit Handrädern gedreht wurde. Die Höhenrichtung erfolgte durch die Höhenrichtmaschine mit einem Planetengetriebe. Auch sie wurde manuell mit Handrädern gedreht. Für die Bedienung der Zieleinrichtung waren drei Soldaten erforderlich. Zwei befanden sich an der rechten, einer an der linken Seite der Flak. Einer auf der rechten Seite bediente die Geländewinkelrichtmaschine und visierte das Ziel mit dem Zielfernrohr an. Der zweite Soldat bediente die Regler und stellte die abgelesene Rohrerhöhung ein. Der Soldat auf der linken Seite war ausschließlich für die Seitenrichtung zuständig und verfolgte mithilfe eines Zielfernrohres das Ziel. Die verwendete Munition der 8-cm-Kraftzugflak L/45 (Kp) bestand aus Granaten mit einer Füllung von 370 g Sprengstoff. Die gesamte Granate wog damit 8 kg.
Der Geschützwagen, auf dem die Flak montiert war, war ein vierrädriger Plattformwagen mit federnd gelagerten Achsen. Den Wagenrahmen bildeten zwei Längsträger aus Stahlblech, die durch Quer-, Deck- und Bodenbleche miteinander verbunden waren. Das mittlere Deckblech bildete den mittleren Teil der Plattform. Sie konnte durch das Abklappen von Seitenblechen zu einem Vollkreis verbreitert werden. In der Mitte dieser Plattform befand sich eine hohle Säule aus Stahl.
Um den Geschützwagen bei der Schussabgabe zu versteifen, wurden zwei Seitenstützen heruntergelassen, die auf einem unebenen Boden bis zu 5 Winkelgrad ausgleichen konnten. Jede dieser Stützen konnte mit einer Stellschraube fest auf den Erdboden gedrückt werden. An den Enden der Stützen befanden sich Fußplatten, die mit Bettungspfählen in der Erde verankert wurden. Die Wagenfedern verfügten über Schraubenspindeln, um sie bei der Schussabgabe zu versteifen.
Die Räder hatten statt Speichen zwei gewölbte Stahlscheiben, die durch ihre Wölbung eine gewisse Federung ermöglichten. Weil man davon ausging, das Geschütz seltener auf Straßen und mehr im Gelände zu bewegen, waren die Reifen breit gehalten. Der Geschützwagen hatte Backenbremsen, die auf alle Räder wirkten. Über der Vorderachse befanden sich zwei Sitze, für die Bedienmannschaft während der Fahrt, und vier über der Hinterachse. Gezogen wurde das Geschütz hauptsächlich von den Kraftwagen Krupp-Daimler KD 1, konnte aber auch durch Zugtiere bewegt werden.

## Fazit
Im Laufe der Tests zeigten sich die schlechten ballistischen Eigenschaften der Flak. Diese hätten durch weitere Entwicklungen verbessert werden können. Infolge der geringen Einzelschusswirkung als schwere Flak erwies sie sich aber als nicht brauchbar. Man stellte fest, dass das Kaliber von 8 cm für Flugabwehrgeschütze nicht mehr genutzt werden sollte. Deshalb kam die Flak nicht zum Kriegseinsatz und es blieb beim Prototypenstadium.